# Massenhet
En massenhet eller vardagligt viktenhet är en måttenhet för att mäta massa eller vikt.

## SI
SI-enheten för massa är kilogram (kg). Detta är den enda grundenheten inom SI där ett prefix är "inbyggt". Detta är en förklaring till att prefixet k skrivs med gemen bokstav, och inte med versal, som annars är standard, då man går uppåt i storlek.
Ett ton (t) definieras som 1 000 kg.

## Historiska enheter

### Brittiska måttenheter
- uns (ounce)
- pund (pound)
- ton (tonne)

### Ryska enheter
| Ryskt namn | Kyrilliska | Närmaste svenska motsvarighet | Definition    | SI-motsvarighet |
| ---------- | ---------- | ----------------------------- | ------------- | --------------- |
| dolja      | доля       | korn                          | 1/96 zolotnik | 44,435 mg       |
| zolotnik   | золотник   | ort                           | 1/96 funt     | 4,26580 gram    |
| lot        | лот        | lod                           | 1/32 funt     | 12,7974 gram    |
| funt       | фунт       | skålpund                      | -             | 0,40951718 kg   |
| pud        | пуд        | 2 lispund                     | 40 funt       | 16,38 kg        |
| berkovets  | берковец   | skeppund                      | 400 funt      | 163,8 kg        |

### Svenska enheter
Grundenheten var 1 skålpund = 425,076 g
Äldre indelning
- 1 skålpund = 32 lod
- 1 lod = 4 qvintin
- 1 lispund = 20 skålpund
- 5 lispund = 1 centner
- 4 centner = 1 skeppund

Decimalindelning
- 1 skålpund = 100 ort
- 1 ort = 100 korn
- 1 centner = 100 skålpund
- 1 nyläst = 100 centner

Förväxla ej med  rymdmåttet läst.

#### Traditionella, inofficiella mått
- 1 säck  = 1 deciton = 100 kg användes inom kvarnindustrin
- 1 säck koks var rymdmåttet 1 hl

#### Gamla apoteksvikter
- 1 gran = 61,85 mg
- 1 skrupel = 20 gran = 1,2371 g
- 1 drakma = 3 skrupel = 60 gran = 3,7112 g
- 1 uns = 8 drakma = 24 skrupel = 29,6899 g
- 1 liber = 12 uns = 96 drakma = 356,2796 g

Drakma kallades ibland apoteksqvintin.
Detta system gällde intill 1870, då det bestämdes att det ska ersättas av gram.
Gran och skrupel är även gamla längdmått, se decimalsystemet.

## Enheter inom atomfysik
- elektronvolt
- u atommassenhet

## Specialenheter
- carat för ädelstenar

## Not
1. 1 2  Karl Lindstedt: Svenska meterboken, Hjalmar Linnströms Förlag, 1883